# Martin Maděra
Martin Maděra (* 15. července 1972) je bývalý český fotbalista, útočník.

## Fotbalová kariéra
V české lize hrál za Slováckou Slavii Uherské Hradiště. Nastoupil v 1 ligovém utkání. Ve druhé lize hrál i za FK Chmel Blšany, FC MUS Most a FC Chomutov.

## Ligová bilance
| Ročník                            | Zápasy | Góly | Klub                                     |
| --------------------------------- | ------ | ---- | ---------------------------------------- |
| Česká fotbalová liga 1994/1995    | -      | 0    | FK Baník Most SHD                        |
| 2. česká fotbalová liga 1995/1996 | 30     | 2    | FK Chmel Blšany                          |
| 1. česká fotbalová liga 1995/1996 | 1      | 0    | FC JOKO Slovácká Slavia Uherské Hradiště |
| Česká fotbalová liga 1996/1997    | -      | 5    | FK MUS Most                              |
| 2. česká fotbalová liga 1997/1998 | 10     | 0    | FC MUS Most                              |
| 2. česká fotbalová liga 1998/1999 | -      | 8    | VT Chomutov                              |
| 2. česká fotbalová liga 2000/2001 | 21     | 1    | FC MUS Most                              |
| 2. česká fotbalová liga 2000/2001 | 3      | 0    | FC Chomutov                              |
| 2. česká fotbalová liga 2001/2002 | 22     | 3    | FC Chomutov                              |
| 2. česká fotbalová liga 2002/2003 | 11     | 2    | FC Chomutov                              |
| CELKEM 1. česká liga              | 1      | 0    |                                          |